# گلوتامات-۱-سمی‌آلدهید
گلوتامات-۱-سمی‌آلدهید (به انگلیسی: Glutamate-1-semialdehyde) با فرمول شیمیایی C۵H۹NO۳ یک ترکیب شیمیایی با شناسه پاب‌کم ۱۲۹۲۹۷ است. که جرم مولی آن ۱۳۱٫۱۳ g/mol می‌باشد. 